# 國道13號 (芬蘭)
國道13號（芬蘭語：Valtatie 13）是一條自西北到東南斜貫芬蘭的公路，始於波的尼亞灣岸的科科拉和拉彭蘭塔附近、俄羅斯邊境的一條公路，全長499公里。